# Cappella di San Gaetano alla Villa Medici
La cappella di San Gaetano alla Villa Medici, anche nota come cappella di San Gaetano di Tiene, è una cappella sconsacrata che si trova nel giardino della Villa Medici, nel rione Campo Marzio di Roma. Era dedicata a san Gaetano di Thiene.

## Storia
San Gaetano fu uno dei grandi teologi della Controriforma, nonché il fondatore dell'ordine dei teatini. Con dodici compagni, Gaetano prese i voti a Roma nel 1524, appena tre anni prima del sacco di Roma. La sua piccola comunità si rifugiò in una fattoria alle pendici del colle Pinciano, dove furono costretti tutti a soffrire vari abusi da parte dei lanzichenecchi dell'imperatore, che volevano estorcere del denaro a tutti i religiosi che incontravano.
Allora non esisteva ancora la Villa Medici, ma cominciò a essere costruita poco dopo. I lavori iniziarono nel 1564 e la capanna della vigna dove si era rifugiato san Gaetano non venne scordata: nel 1704, ai tempi del granduca di Toscana Cosimo III, venne consacrata una cappellina in quel punto. Si trovava in un casino ai margini di quello che sarebbe divenuto il giardino principale della villa. L'importanza di questa piccola cappella era tale che, per molto tempo, fu l'unica chiesa di Roma a sé stante (e non una cappella dentro una chiesa) dedicata al santo. I teatini si stabilirono nella basilica di Sant'Andrea della Valle, dove si trova la sede dell'ordine, ma il giorno della festa del santo, il 7 agosto, si svolgeva una celebrazione solenne nella cappella. Delle citazioni nei testi antichi dei pellegrini sulle messe "nella cappella della Villa Medici" si riferiscono quasi certamente alla cappella di San Gaetano e non alla cappellina privata della villa propriamente detta. Nella mappa del Nolli (1748), il casino compare con un'ala sola, ma un'altra venne aggiunta verso la fine dello stesso secolo.
La cappella cadde in disuso in seguito e attualmente è sconsacrata. A san Gaetano, comunque, sarebbe stata dedicata una sua chiesa parrocchiale a Roma, la chiesa di San Gaetano di Thiene a Tor di Quinto, nel quartiere omonimo.

## Descrizione
La cappella sconsacrata sorge in un edificio a forma di L nell'angolo occidentale del giardino principale della villa, ai piedi del Pincio. Si trovava al piano terra, nell'angolo sud-ovest dell'ala principale, che corrisponde alla sezione dell'edificio con un tetto piramidale. L'accesso è attraverso il giardino.
L'interno corrisponde a una sala rettangolare molto semplice. All'inizio, l'edificio era alto tre piani con una parte alta due piani a destra (angolo nord-est). Perpendicolare a quest'ultima venne aggiunta un'ala con un piano solo; alla fine, le due parti aggiunte sono state elevate per raggiungere la stessa altezza del blocco principale. In cima al portale c'era un'iscrizione che ricordava la storia del luogo, l'unico segno dell'esistenza di una cappella nel luogo.